# Герб міста Лодзь
Герб Лодзі — один із міських символів Лодзі у вигляді герба. Герб у сучасному вигляді встановлено наказом міністра внутрішніх справ від 5 червня 1936 року.

## Зовнішній вигляд і символіка
На гербі зображено на червоному тлі дерев'яний золотий човен та весло.

## Історія
Місто Лодзь існує з початку XV століття (статус міста було надано в м. Пшедбужі у 1423 році), а герб у формі, схожій на сьогоднішній, вперше з'явився на міській печатці, прикріпленій до документа 1535 року. Форма човна з наступної печатки, збережена в документі 1577 р. і використовувалася до початку індустріальної ери (1817 р.), була настільки мистецьки вдалою, що її використали для оформлення герба міста міжвоєнного періоду, яка використовується і сьогодні. Автором проєкту виступив один із чиновників муніципалітету, адже оголошений конкурс не приніс нових цікавих ідей. Кольори герба — золотий (емблема) і червоний (тло) — були взяті з герба шляхти Лодзі, схожі на герб міста, хоча, ймовірно, не мають до нього нічого спільного. Чинний герб був затверджений 5 червня 1936 року Міністерством внутрішніх справ.

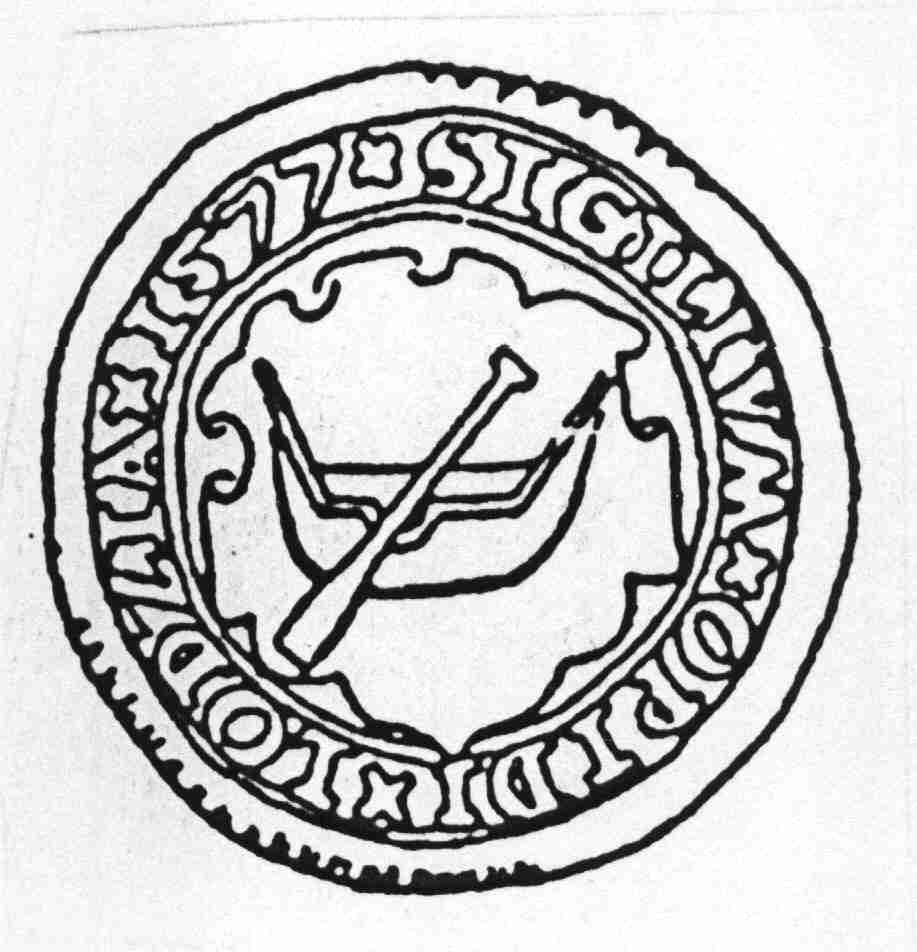
Печатка міста Лодзь 1577 року.

Під час бурхливого розвитку Лодзі як промислового центру в 19-му і 20-му століттях кілька разів з'являлися проєкти зміни або доповнення цього герба за зразком гербів російських міст. Запропоновані герби включали такі символи, як: веретено і прядка — пов'язані з текстильною промисловістю (1847), ткацький човник, посох Меркурія — покровителя купців і зубчасте колесо — символ промисловості (1895, за проєктом міського архітектора Францішка Хелмінського), і навіть прядка з веретеном на човні (1915). Ці ідеї, однак, не були реалізовані.
Варто зазначити, що було використано проєкт 1895 року, розмістивши цей герб на жетонах трамвайного сполучення. Під час Другої світової війни на гербі Лодзі, яка тоді була відома як Літцманштадт, була подвійна свастика, створена за зразком з урни, знайденої в Бялі поблизу Лодзі.

## Легенда про створення герба
Згідно з легендою, в межах поселення Лодзі (ймовірно в районі сьогоднішнього парку Геленув) жив відлюдник, у минулому — лицар. Одного разу в лісі він зустрів дівчину, яка втекла звідти, коли ленчицький князь звинуватив її в заняттях чорною магією. Одним із доказів було збивання масла в сонячну та дощову погоду (звідси народний вірш: Коли йде дощ, сонце світить, відьма масло робить). Він піклувався про неї, вони жили разом у його лігві. На жаль, однієї весни княжі поплічники добралися до печери відлюдників і легко впізнали втікача. Коли лицар відмовився віддати дівчину, вони вбили його. Кров бризнула на броню та старий щит у кутку ями. Вважається, що червоне тло герба Лодзі походить від цього закривавленого щита.
З іншого боку, човен, зображений на гербі, нібито походить від селянина Януша Пйотровіка. Його ім'я вже зустрічається в документах 14-го століття як ім'я мера села Лодзі (лат. Лодзь).
За легендою, цей селянин вирушив у подорож болотами Лодзького лісу на каное. В районі сьогоднішньої вулиці Згерської він вирішив зупинитися і оселився у перевернутому човні, який уже не був придатний для подальшого використання. Так від першої хати пішла назва села, згодом заснованого на цьому місці.